# Wilhelm von Haxthausen
Wilhelm von Haxthausen (* 30. August 1874 in Lauenburg; † 1. März 1936 in Kiel) aus dem Adelsgeschlecht von Haxthausen war ein deutscher Konteradmiral der Reichsmarine und langjähriger Adjutant des Prinzen Adalbert von Preußen.

## Leben
Haxthausen trat am 4. April 1893 als Kadett in die Kaiserliche Marine ein. Er absolvierte seine Grund- und Schiffsausbildung auf dem Schulschiff Stosch und besuchte 1895/96 die Marineschule. Am 14. September 1896 zum Unterleutnant zur See befördert, diente er auf verschiedenen Panzerschiffen. Mit seiner Beförderung zum Oberleutnant zur See wurde er am 3. Oktober 1899 als Wachoffizier auf den im Stationsdienst eingesetzten Kleinen Kreuzer Seeadler versetzt. Während der Niederschlagung des Boxeraufstandes war das Schiff dem Ostasiatischen Kreuzergeschwader zugeteilt und hielt sich während dieser Zeit in den chinesischen Küstengewässern auf. Ende April 1901 trat Haxthausen die Heimreise aus China an, stand danach zur Verfügung des Chefs der Marinestation der Nordsee und wurde Ende September 1901 für drei Jahre als Wachoffizier auf die Hohenzollern versetzt. Zwischenzeitlich absolvierte er an der Marineakademie den I. und II. Coetus bis 1905. Am 25. Mai 1905 wurde er zum persönlichen Adjutanten des Prinzen Adalbert von Preußen ernannt, dem er für die Dauer des Ersten Weltkriegs auch als Hofmarschall diente. Am 9. Dezember 1910 wurde er Korvettenkapitän und war zugleich Referent in der Marinestation der Nordsee.
Nach Kriegsende im Februar 1916 von diesem Kommando entbunden, war Haxthausen, ab 24. April 1916 Fregattenkapitän, Kommandant in Kiel. Ab 10. November 1918 war er kurzzeitig als stellvertretender Marineattaché an der deutschen Gesandtschaft in Den Haag tätig. Dieses Kommando diente vor allem zur Unterstützung und organisatorischen Absicherung in den ersten Monaten des Exils der kaiserlichen Familie in den Niederlanden. Militärattaché in Den Haag war zu dieser Zeit Erich von Müller.
Vom 3. Februar bis 13. März 1919 stand er zur Verfügung des Chefs der Marinestation der Ostsee und schloss sich anschließend der III. Marine-Brigade an. Ihr gehörte er bis Ende Februar 1920 als Bataillonskommandeur an.
Anschließend in die Reichsmarine übernommen, war Haxthausen kurzzeitig Kommandeur der Schiffsstammdivision der Ostsee, wurde für knapp drei Monate beurlaubt und am 15. Juni 1920 zum Kommandanten des Marinearsenals Kiel ernannt. Zeitweilig war er hier zugleich als Hafenkapitän von Kiel und als Chef der Küstenbezirksinspektion tätig. In dieser Stellung folgte am 29. Juni 1920 mit RDA vom 29. November 1919 seine Beförderung zum Kapitän zur See sowie am 9. September 1922 mit RDA vom 1. August 1922 zum Konteradmiral. Am 31. März 1923 wurde er aus dem aktiven Dienst verabschiedet.
Haxthausen war Rechtsritter des Johanniterordens. Er verstarb am 1. März 1936 in Kiel.